# Список персонажей «Шахнаме»
В «Шахнаме» или «Книге царей», написанной Фирдоуси в конце X — начале XI века до н. э., описывается история Ирана от древних времён до проникновения ислама в VII веке. В числе героев поэмы персонажи иранской мифологии и герои полулегендарного периода в истории страны.

## Список персонажей

### Пишдадиды
- Гайомарт (Кеюмарс), первочеловек и первый царь Ирана, правивший 30 лет, предок всех последующих царей. Его образ восходит к древнейшим мифам о первочеловеке-полуживотном[1].
- Сиямек, сын Гайомарта, погибший при его жизни в поединке с дивом.
- Хушанг (Хушенг), сын Сиямека, преемник Гайомарта, правивший 40 лет. Носил титул «пишдад» (предположительно «основоположник справедливости»), от которого произошло название династии[2]. Научил людей кузнечному делу, земледелию, строительству каналов, первым начал использовать огонь.
- Тахмурас
- Джамшид
- Заххак
- Траэтаона
- Ирадж
- Манучехр
- Новзар
- Зов
- Кэрсаспа

### Династия Феридуна
- Феридун
- Менучехр
- Новзер
- Зов
- Гершасп

### Кеяниды
- Кей-Кобад
- Кей-Кавус
- Кей-Хосров
- Лохрасп

### Богатыри
- Нариман, богатырь из рода Джамшида, служивший Фаридуну.
- Рустам, сын Заля, богатырь[3].
- Сухраб, сын Рустама и Тахмины. Служил туранскому царю Афрасиабу, погиб в схватке с неузнанным им отцом[4].